# Akito Nakatsuka
Akito Nakatsuka (中塚 章人, Nakatsuka Akito) est un compositeur japonais de jeux vidéo employé par Nintendo. Il a également travaillé comme directeur du son et superviseur.

## Discographie
| Jeux vidéo | Jeux vidéo                                                                     | Jeux vidéo       | Jeux vidéo                      |
| Année      | Titre                                                                          | Fonction         | Collaborateur(s)                |
| ---------- | ------------------------------------------------------------------------------ | ---------------- | ------------------------------- |
| 1984       | Devil World                                                                    | Compositeur      | Koji Kondo                      |
| 1984       | Clu Clu Land                                                                   | Compositeur      |                                 |
| 1984       | Excitebike                                                                     | Compositeur      |                                 |
| 1985       | Ice Climber                                                                    | Compositeur      |                                 |
| 1987       | Zelda II: The Adventure of Link                                                | Compositeur      |                                 |
| 1987       | Family Computer Golf: Japan Course                                             | Compositeur      | Yumiko Kanki                    |
| 1987       | Family Computer Golf: USA Course                                               | Compositeur      | Yumiko Kanki                    |
| 1987       | Mike Tyson's Punch-Out!!                                                       | Compositeur      | Kenji Yamamoto et Yukio Kaneoka |
| 1987       | Famicom Disk Writer                                                            | Compositeur      |                                 |
| 1988       | Kaette Kita Mario Bros.                                                        | Compositeur      |                                 |
| 1991       | NES Open Tournament Golf                                                       | Compositeur      | Shinobu Amayake                 |
| 1996       | Pilotwings 64                                                                  | Directeur du son |                                 |
| 1996       | Heisei Shin Onigashima                                                         | Compositeur      | Yuichi Ozaki                    |
| 1998       | Sutte Hakkun (en)                                                              | Compositeur      |                                 |
| 1999       | Super Mario Bros. Deluxe                                                       | Compositeur      |                                 |
| 2004       | Daigasso! Band Brothers                                                        | Compositeur      | Minako Hamano et Masaru Tajima  |
| 2005       | Programme d'entraînement cérébral du Dr Kawashima : Quel âge a votre cerveau ? | Compositeur      | Minako Hamano                   |
| 2008       | Super Mario Stadium Baseball                                                   | Superviseur      |                                 |
| 2008       | Jam with the Band                                                              | Superviseur      | Kenji Yamamoto et Masami Yone   |
| 2008       | Wario Land: The Shake Dimension                                                | Superviseur      |                                 |
| 2008       | La Maison du style                                                             | Superviseur      |                                 |
| 2012       | Kiki Trick (en)                                                                | Superviseur      |                                 |
| 2014       | Super Smash Bros. for Nintendo 3DS / for Wii U                                 | Superviseur      | Plusieurs autres                |